# Jusco Headquarters Building
Le Jusco Headquarters Building (イオンタワー) ou Aeon Tower est un gratte-ciel de bureaux construit à Chiba dans la banlieue de Tokyo en 1994. Il mesure 113 mètres de hauteur.
L'immeuble a été conçu par la société Kajima Corporation et par l'agence Tohata Architects & Engineers.
Il abrite le siège social de la société Æon Group